# Linea principale Nippō

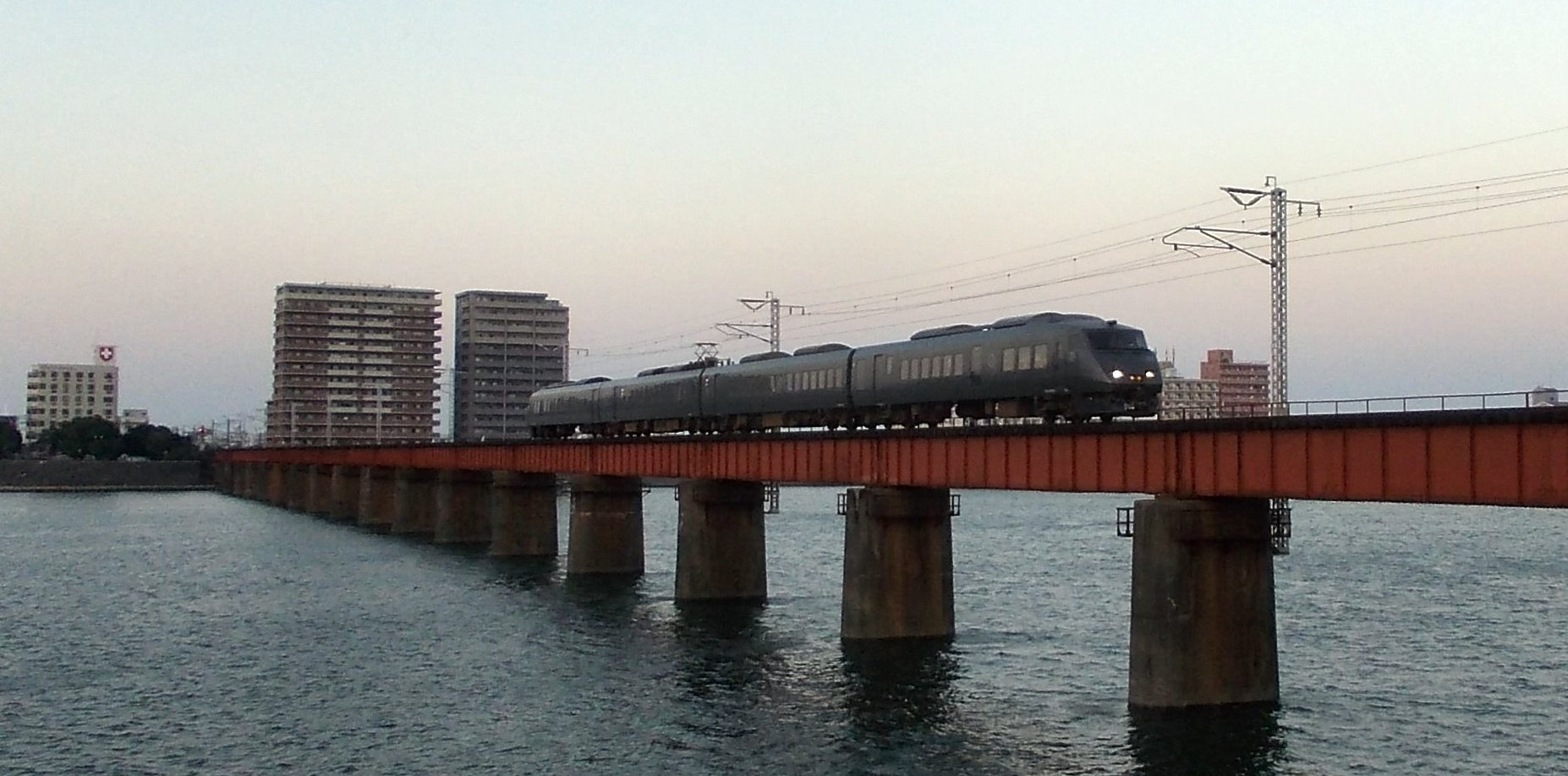
Treno espresso limitato Kirishima in transito sul ponte del fiume Oyodo

La linea principale Nippō (日豊本線?, Nippō-honsen) è la più lunga linea ferroviaria dell'isola del Kyūshū, in Giappone, gestita dalla JR Kyushu, e collega la stazione di Kokura, a Kitakyūshū con la città di Kagoshima, percorrendo per tutta la sua lunghezza, la costa orientaledell'isola.

## Caratteristiche
- Operatori: JR Kyushu
- Lunghezza: 467,2 km
- Scartamento: 1067 mm
- Stazioni: 111
- Numero di binari: 
  - Doppio binario: Kokura - Tateishi, Naka-Yamaga - Kitsuki, Hiji - Ōita
  - Binario singolo: tutto il resto del tracciato
- Elettrificazione: 20 kV CA
- Segnalamento ferroviario: automatico
- Velocità massima: 
  - 130 km/h fra Kokura e Ōita
  - Fra 85 e 110 km/h sul resto del tracciato

## Servizi
La linea è maggiormente trafficata nelle aree di Kitakyushu e di Miyazaki, con diversi servizi rapidi affiancati ai locali.

### Espressi limitati
Sulla linea sono presenti diversi tipi di treni a lunga percorrenza classificati come espresso limitato e a tariffa speciale:
- Sonic: Kokura - Ōita
- Nichirin: Kokura - Ōita - Minami-Miyazaki
- Nichirin Seagaia: Kokura - Ōita - Minami-Miyazaki
- Yufu/Yufuin no Mori: Beppu - Ōita
- Trans-Kyūshū: Beppu - Oita (prosecuzione su linea Hōhi)
- Hyūga: Nobeoka - Minami-Miyazaki
- Kirishima: Kagoshima - Miyazaki
- Hayato no kaze: Kagoshima - Hayato

## Stazioni

### Sezione Kokura - Saiki
●: Fermate
▲: Servizio rapido diretto sulla linea Hitahikosan non-stop
｜: Non ferma
 indica le stazioni situate nel comune di Kitakyushu
| Stazione             | Giapponese     | Distanza | Rapido | Collegamenti                                                         | Posizione                  | Posizione             |
| -------------------- | -------------- | -------- | ------ | -------------------------------------------------------------------- | -------------------------- | --------------------- |
| Kokura               | 小倉           | 0.0      | ●      | Sanyō Shinkansen Linea principale Kagoshima Monorotaia di Kitakyūshū | Kokurakita-ku Kitakyūshū   | Prefettura di Fukuoka |
| Nishi Kokura         | 西小倉         | 0.8      | ●      | Kagoshima Main Line                                                  | Kokurakita-ku Kitakyūshū   | Prefettura di Fukuoka |
| Minami Kokura        | 南小倉         | 3.5      | ▲      |                                                                      | Kokurakita-ku Kitakyūshū   | Prefettura di Fukuoka |
| Jōno                 | 城野           | 6.1      | ●      | Linea Hitahikosan                                                    | Kokuraminami-ku Kitakyūshū | Prefettura di Fukuoka |
| Abeyama Kōen         | 安部山公園     | 8.4      | ｜     |                                                                      | Kokuraminami-ku Kitakyūshū | Prefettura di Fukuoka |
| Shimosone            | 下曽根         | 11.6     | ｜     |                                                                      | Kokuraminami-ku Kitakyūshū | Prefettura di Fukuoka |
| Kusami               | 朽網           | 15.0     | ｜     |                                                                      | Kokuraminami-ku Kitakyūshū | Prefettura di Fukuoka |
| Kanda                | 神田           | 18.6     | ｜     |                                                                      | Kanda                      | Prefettura di Fukuoka |
| Obase Nishikōdai-mae | 小波瀬西工大前 | 22.2     | ｜     | Linea Kanda Minato (merci)                                           | Kanda                      | Prefettura di Fukuoka |
| Yukuhashi            | 行橋           | 25.0     | ●      | Linea Heisei Chikuhō Tagawa                                          | Yukuhashi                  | Prefettura di Fukuoka |
| Minami Yukuhashi     | 南行橋         | 26.8     | ｜     |                                                                      | Yukuhashi                  | Prefettura di Fukuoka |
| Shindenbaru          | 新田原         | 30.2     | ｜     |                                                                      | Yukuhashi                  | Prefettura di Fukuoka |
| Tsuiki               | 築城           | 33.9     | ●      |                                                                      | Chikujō                    | Prefettura di Fukuoka |
| Shiida               | 椎田           | 36.9     | ●      |                                                                      | Chikujō                    | Prefettura di Fukuoka |
| Buzen Shōe           | 豊前松江       | 41.8     | ｜     |                                                                      | Buzen                      | Prefettura di Fukuoka |
| Unoshima             | 宇島           | 45.2     | ●      |                                                                      | Buzen                      | Prefettura di Fukuoka |
| Mikekado             | 三毛門         | 48.0     | ｜     |                                                                      | Buzen                      | Prefettura di Fukuoka |
| Yoshitomi            | 吉冨           | 50.0     | ｜     |                                                                      | Yoshitomi                  | Prefettura di Fukuoka |
| Nakatsu              | 中津           | 51.8     | ●      |                                                                      | Nakatsu                    | Prefettura di Ōita    |
| Higashi Nakatsu      | 東中津         | 56.7     | ●      |                                                                      | Nakatsu                    | Prefettura di Ōita    |
| Imazu                | 今津           | 60.1     | ●      |                                                                      | Nakatsu                    | Prefettura di Ōita    |
| Amatsu               | 天津           | 62.5     | ●      |                                                                      | Usa                        | Prefettura di Ōita    |
| Buzen Zenkōji        | 豊前善光寺     | 65.5     | ●      |                                                                      | Usa                        | Prefettura di Ōita    |
| Yanagigaura          | 柳ヶ浦         | 69.1     | ●      |                                                                      | Usa                        | Prefettura di Ōita    |
| Buzen Nagasu         | 豊前長洲       | 71.0     |        |                                                                      | Usa                        | Prefettura di Ōita    |
| Usa                  | 宇佐           | 75.8     |        |                                                                      | Usa                        | Prefettura di Ōita    |
| Nishi Yashiki        | 西屋敷         | 79.4     |        |                                                                      | Usa                        | Prefettura di Ōita    |
| Tateishi             | 立石           | 85.2     |        |                                                                      | Kitsuki                    | Prefettura di Ōita    |
| Naka Yamaga          | 中山香         | 90.4     |        |                                                                      | Kitsuki                    | Prefettura di Ōita    |
| Kitsuki              | 杵築           | 99.2     |        |                                                                      | Kitsuki                    | Prefettura di Ōita    |
| Ōga                  | 大賀           | 103.3    |        |                                                                      | Hiji                       | Prefettura di Ōita    |
| Hiji                 | 日出           | 107.2    |        |                                                                      | Hiji                       | Prefettura di Ōita    |
| Yōkoku               | 暘谷           | 108.4    |        |                                                                      | Hiji                       | Prefettura di Ōita    |
| Bungo Toyooka        | 豊後豊岡       | 111.3    |        |                                                                      | Hiji                       | Prefettura di Ōita    |
| Kamegawa             | 亀川           | 114.9    |        |                                                                      | Beppu                      | Prefettura di Ōita    |
| Beppu Daigaku        | 別府大学       | 117.0    |        |                                                                      | Beppu                      | Prefettura di Ōita    |
| Beppu                | 別府           | 120.8    |        |                                                                      | Beppu                      | Prefettura di Ōita    |
| Higashi Beppu        | 東別府         | 122.8    |        |                                                                      | Beppu                      | Prefettura di Ōita    |
| Nishi Ōita           | 西大分         | 130.4    |        |                                                                      | Ōita                       | Prefettura di Ōita    |
| Ōita                 | 大分           | 132.9    |        | Linea principale Kyūdai Linea principale Hōhi                        | Ōita                       | Prefettura di Ōita    |
| Maki                 | 牧             | 136.2    |        |                                                                      | Ōita                       | Prefettura di Ōita    |
| Takajō               | 高城           | 138.0    |        |                                                                      | Ōita                       | Prefettura di Ōita    |
| Tsurusaki            | 鶴崎           | 141.0    |        |                                                                      | Ōita                       | Prefettura di Ōita    |
| Ōzai                 | 大在           | 144.3    |        |                                                                      | Ōita                       | Prefettura di Ōita    |
| Sakanoichi           | 坂ノ市         | 147.4    |        |                                                                      | Ōita                       | Prefettura di Ōita    |
| Kōzaki               | 神崎           | 151.8    |        |                                                                      | Ōita                       | Prefettura di Ōita    |
| Sashiu               | 佐志生         | 159.0    |        |                                                                      | Usuki                      | Prefettura di Ōita    |
| Shitanoe             | 下ノ江         | 161.0    |        |                                                                      | Usuki                      | Prefettura di Ōita    |
| Kumasaki             | 熊崎           | 164.7    |        |                                                                      | Usuki                      | Prefettura di Ōita    |
| Kami Usuki           | 上臼杵         | 167.6    |        |                                                                      | Usuki                      | Prefettura di Ōita    |
| Usuki                | 臼杵           | 169.2    |        |                                                                      | Usuki                      | Prefettura di Ōita    |
| Tsukumi              | 津久見         | 178.9    |        |                                                                      | Tsukumi                    | Prefettura di Ōita    |
| Hishiro              | 日代           | 184.4    |        |                                                                      | Tsukumi                    | Prefettura di Ōita    |
| Azamui               | 浅海井         | 188.2    |        |                                                                      | Saiki                      | Prefettura di Ōita    |
| Kariu                | 狩生           | 192.0    |        |                                                                      | Saiki                      | Prefettura di Ōita    |
| Kaizaki              | 海崎           | 194.8    |        |                                                                      | Saiki                      | Prefettura di Ōita    |
| Saiki                | 佐伯           | 197.8    |        |                                                                      | Saiki                      | Prefettura di Ōita    |

### Sezione Saiki - Kagoshima
●: Fermate
｜: Non ferma
Servizi Liner: Sawayaka Liner, Home Liner
| Stazione           | Giapponese | Distanza | Liner | Liner | Collegamenti                                 | Posizione  | Posizione               |
| ------------------ | ---------- | -------- | ----- | ----- | -------------------------------------------- | ---------- | ----------------------- |
| Saiki              | 佐伯       | 197.8    |       |       |                                              | Saiki      | Prefettura di Ōita      |
| Kamioka            | 上岡       | 202.4    |       |       |                                              | Saiki      | Prefettura di Ōita      |
| Naomi              | 直見       | 208.8    |       |       |                                              | Saiki      | Prefettura di Ōita      |
| Naokawa            | 直川       | 213.6    |       |       |                                              | Saiki      | Prefettura di Ōita      |
| Shigeoka           | 重岡       | 224.2    |       |       |                                              | Saiki      | Prefettura di Ōita      |
| Sōtarō             | 宗太郎     | 231.0    |       |       |                                              | Saiki      | Prefettura di Ōita      |
| Ichitana           | 市棚       | 238.5    |       |       |                                              | Nobeoka    | Prefettura di Miyazaki  |
| Kitagawa           | 北川       | 243.2    |       |       |                                              | Nobeoka    | Prefettura di Miyazaki  |
| Hyūga Nagai        | 日向長井   | 246.7    |       |       |                                              | Nobeoka    | Prefettura di Miyazaki  |
| Kita Nobeoka       | 北延岡     | 251.3    |       |       |                                              | Nobeoka    | Prefettura di Miyazaki  |
| Nobeoka            | 延岡       | 256.2    | ●     |       |                                              | Nobeoka    | Prefettura di Miyazaki  |
| Minami Nobeoka     | 南延岡     | 259.6    | ●     |       |                                              | Nobeoka    | Prefettura di Miyazaki  |
| Asahigaoka         | 旭ヶ丘     | 263.1    | ｜    |       |                                              | Nobeoka    | Prefettura di Miyazaki  |
| Totoro             | 土々呂     | 265.7    | ｜    |       |                                              | Nobeoka    | Prefettura di Miyazaki  |
| Kadogawa           | 門川       | 270.0    | ●     |       |                                              | Kadogawa   | Prefettura di Miyazaki  |
| Hyūgashi           | 日向市     | 276.6    | ●     |       |                                              | Hyūga      | Prefettura di Miyazaki  |
| Zaikōji            | 財光寺     | 278.9    | ｜    |       |                                              | Hyūga      | Prefettura di Miyazaki  |
| Minami Hyūga       | 南日向     | 283.1    | ｜    |       |                                              | Hyūga      | Prefettura di Miyazaki  |
| Mimitsu            | 美々津     | 289.7    | ｜    |       |                                              | Hyūga      | Prefettura di Miyazaki  |
| Higashi Tsuno      | 東津野     | 294.1    | ｜    |       |                                              | Tsuno      | Prefettura di Miyazaki  |
| Tsuno              | 津野       | 298.7    | ●     |       |                                              | Tsuno      | Prefettura di Miyazaki  |
| Kawaminami         | 川南       | 305.6    | ｜    |       |                                              | Kawaminami | Prefettura di Miyazaki  |
| Takanabe           | 高鍋       | 313.6    | ●     |       |                                              | Takanabe   | Prefettura di Miyazaki  |
| Hyūga Shintomi     | 日向新富   | 320.0    | ｜    |       |                                              | Shintomi   | Prefettura di Miyazaki  |
| Sadowara           | 佐土       | 326.7    | ●     |       |                                              | Miyazaki   | Prefettura di Miyazaki  |
| Hyūga Sumiyoshi    | 日向住吉   | 330.9    | ●     |       |                                              | Miyazaki   | Prefettura di Miyazaki  |
| Hasugaike          | 蓮ヶ池     | 334.7    | ｜    |       |                                              | Miyazaki   | Prefettura di Miyazaki  |
| Miyazaki Jingū-mae | 宮崎神宮前 | 337.4    | ｜    |       |                                              | Miyazaki   | Prefettura di Miyazaki  |
| Miyazaki           | 宮崎       | 339.9    | ●     | ●     |                                              | Miyazaki   | Prefettura di Miyazaki  |
| Minami Miyazaki    | 南宮崎     | 342.5    | ●     | ●     | Linea Nichinan                               | Miyazaki   | Prefettura di Miyazaki  |
| Kanō               | 加納       | 345.1    |       | ｜    |                                              | Miyazaki   | Prefettura di Miyazaki  |
| Kiyotake           | 清武       | 347.8    |       | ●     |                                              | Miyazaki   | Prefettura di Miyazaki  |
| Hyūga Kutsukake    | 日向沓掛   | 352.5    |       | ●     |                                              | Miyazaki   | Prefettura di Miyazaki  |
| Tano               | 田野       | 358.0    |       | ●     |                                              | Miyazaki   | Prefettura di Miyazaki  |
| Aoidake            | 青井岳     | 369.3    |       | ｜    |                                              | Miyakonojō | Prefettura di Miyazaki  |
| Yamanokuchi        | 山之口     | 379.1    |       | ●     |                                              | Miyakonojō | Prefettura di Miyazaki  |
| Mochibaru          | 餅原       | 382.0    |       | ●     |                                              | Mimata     | Prefettura di Miyazaki  |
| Mimata             | 三股       | 385.6    |       | ●     |                                              | Mimata     | Prefettura di Miyazaki  |
| Miyakonojō         | 都城       | 389.9    |       | ●     | Linea Kitto                                  | Miyakonojō | Prefettura di Miyazaki  |
| Nishi Miyakonojō   | 西都城     | 392.4    |       | ●     |                                              | Miyakonojō | Prefettura di Miyazaki  |
| Isoichi            | 五十市     | 395.2    |       |       |                                              | Miyakonojō | Prefettura di Miyazaki  |
| Takarabe           | 財部       | 399.4    |       |       |                                              | Soo        | Prefettura di Kagoshima |
| Kitamata           | 北又       | 403.0    |       |       |                                              | Soo        | Prefettura di Kagoshima |
| Ōsumi Ōkawara      | 大隅大川原 | 408.1    |       |       |                                              | Soo        | Prefettura di Kagoshima |
| Kita Naganoda      | 北永野田   | 413.4    |       |       |                                              | Kirishima  | Prefettura di Kagoshima |
| Kirishima Jingū    | 霧島神宮   | 419.4    |       |       |                                              | Kirishima  | Prefettura di Kagoshima |
| Kokubu             | 国分       | 432.1    |       |       |                                              | Kirishima  | Prefettura di Kagoshima |
| Hayato             | 隼人       | 434.7    |       |       | Linea Hisatsu                                | Kirishima  | Prefettura di Kagoshima |
| Kajiki             | 加治木     | 441.6    |       |       |                                              | Aira       | Prefettura di Kagoshima |
| Kinkō              | 錦江       | 443.3    |       |       |                                              | Aira       | Prefettura di Kagoshima |
| Chōsa              | 帖佐       | 445.5    |       |       |                                              | Aira       | Prefettura di Kagoshima |
| Aira               | 姶良       | 447.1    |       |       |                                              | Aira       | Prefettura di Kagoshima |
| Shigetomi          | 重富       | 448.7    |       |       |                                              | Aira       | Prefettura di Kagoshima |
| Ryūgamizu          | 竜ヶ水     | 455.7    |       |       |                                              | Kagoshima  | Prefettura di Kagoshima |
| Kagoshima          | 鹿児島     | 462.6    |       |       | Linea principale Kagoshima Tram di Kagoshima | Kagoshima  | Prefettura di Kagoshima |

## Materiale rotabile

### Espressi Limitati
Elettrotreni
- Serie 883 e Serie 885 (Sonic)
- Serie 783 (Nichirin, Nichirin Seagaia, Hyūga e Kirishima)
- Serie 787 (Nichirin, Nichirin Seagaia, Hyūga e Kirishima)

Treni a trazione termica
- KiHa 185
- KiHa 140
- KiHa 125

### Treni locali
Elettrotreni
- Serie 811
- Serie 813
- Serie 815
- Serie 817
- Serie 415
- Serie 713

Automotrici diesel
- KiHa 220
- KiHa 40, 47 e KiHa 147

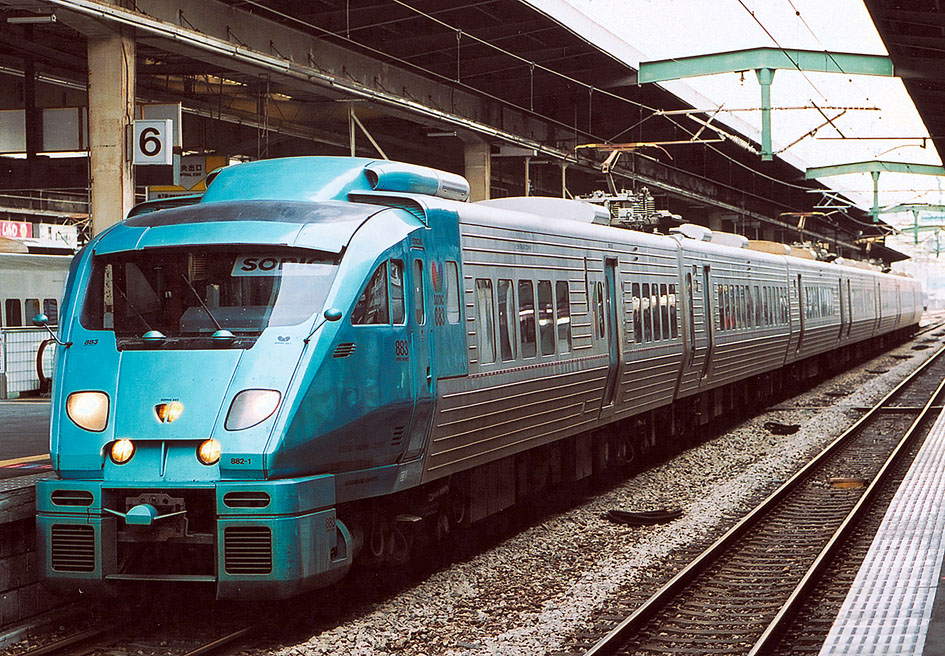
Serie 883
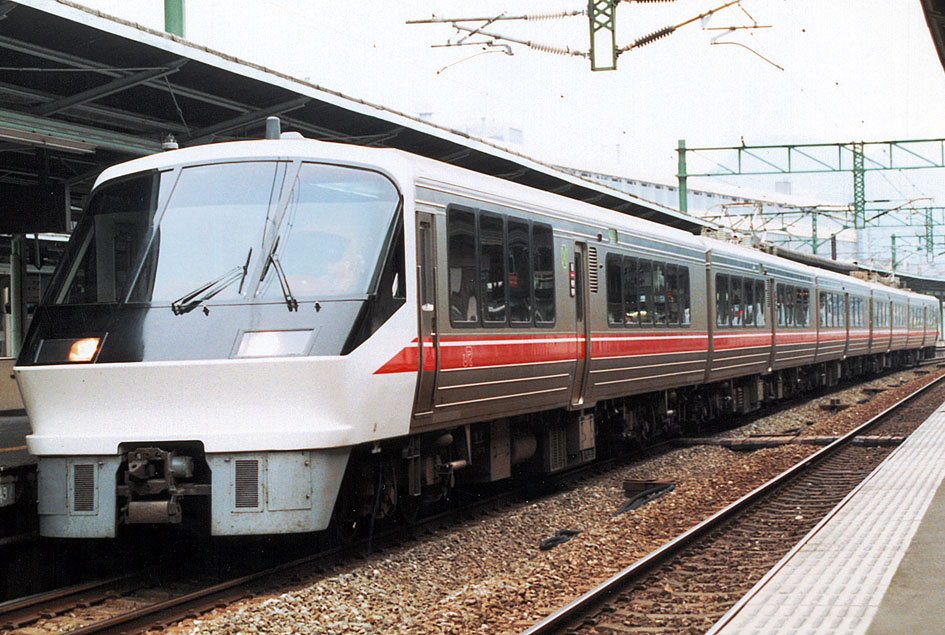
Serie 783
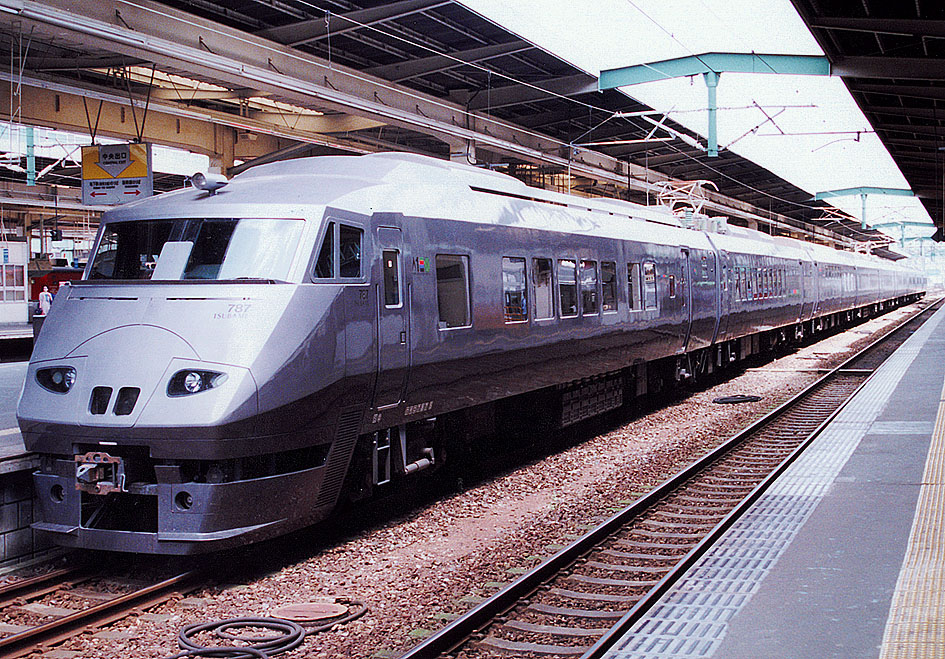
Serie 787
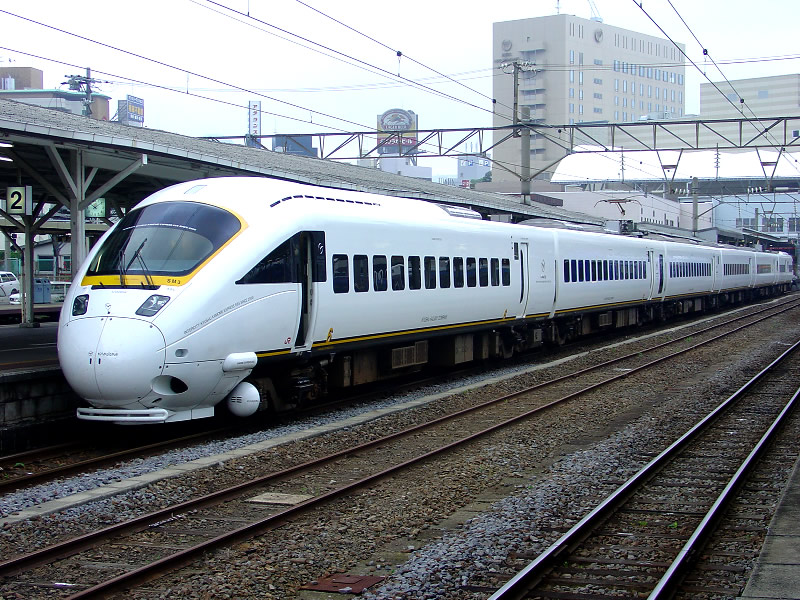
Serie 885
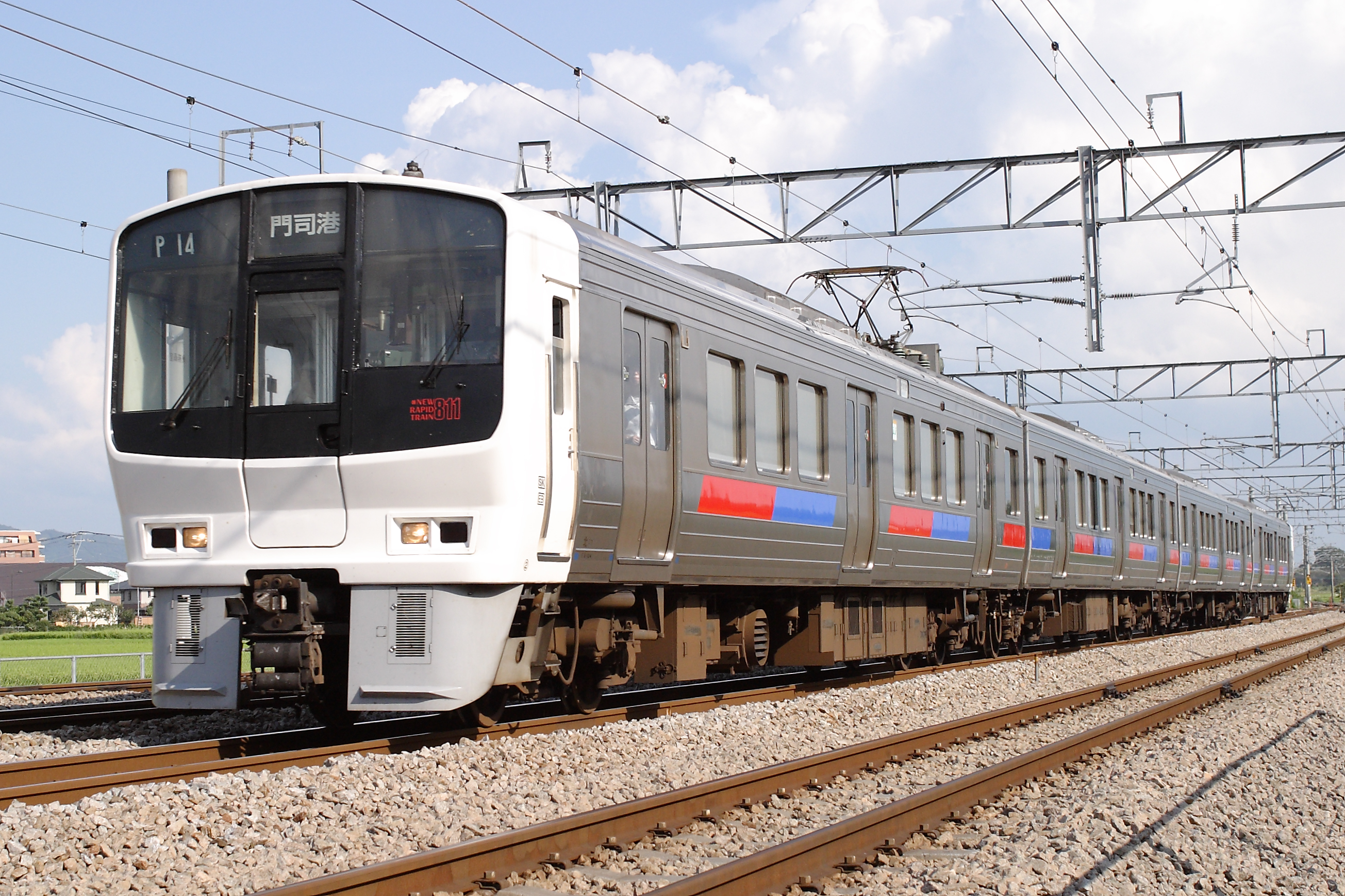
Serie 811
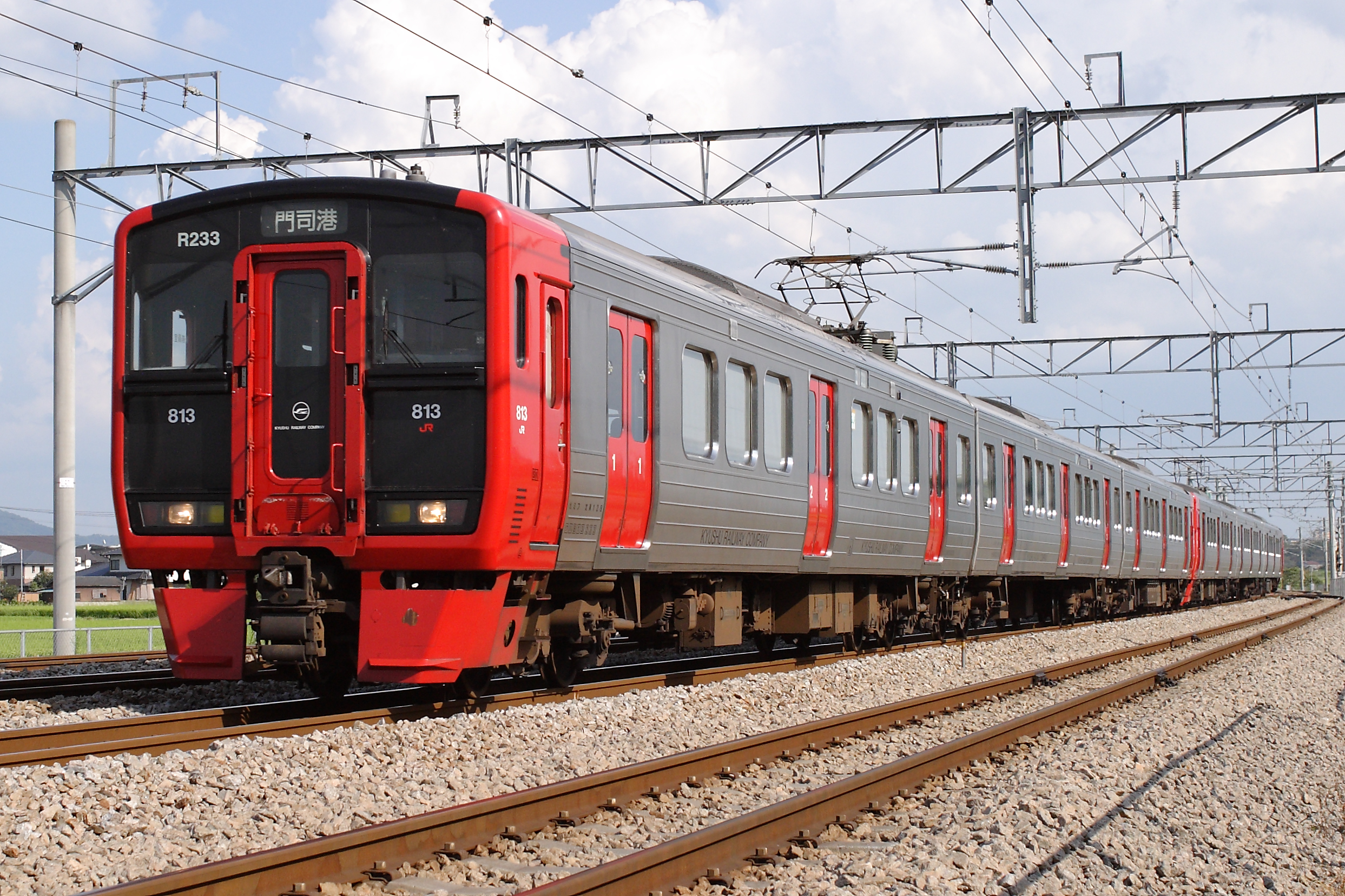
Serie 813
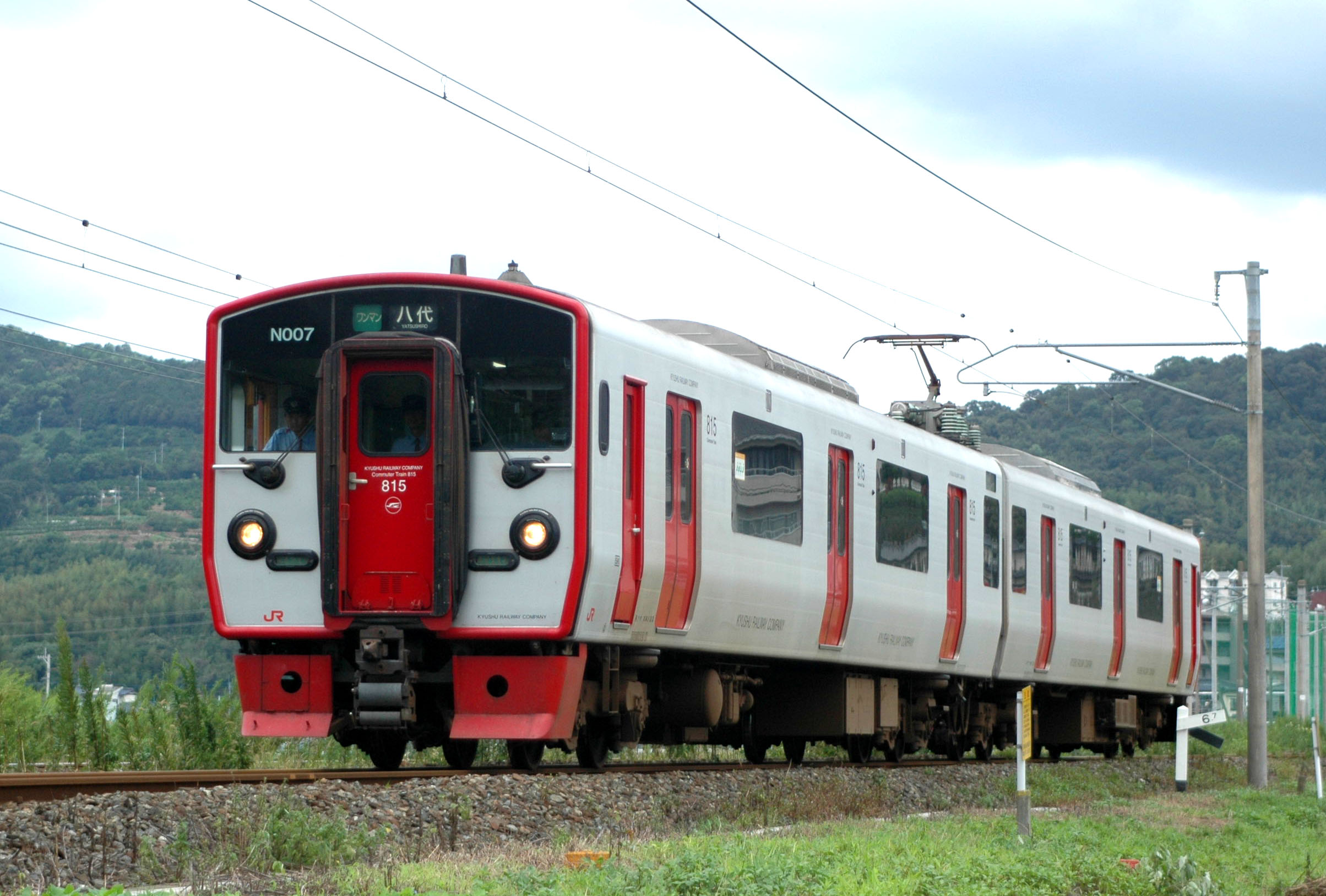
Serie 815
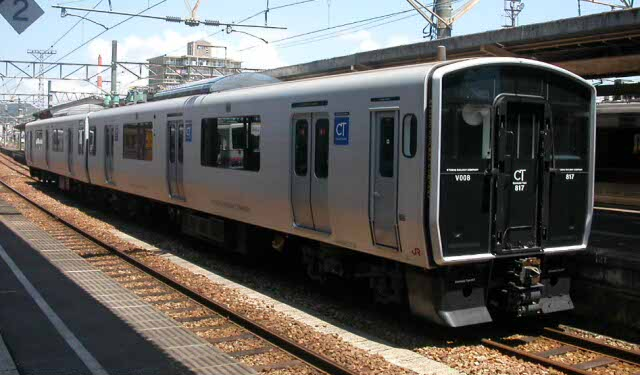
Serie 817
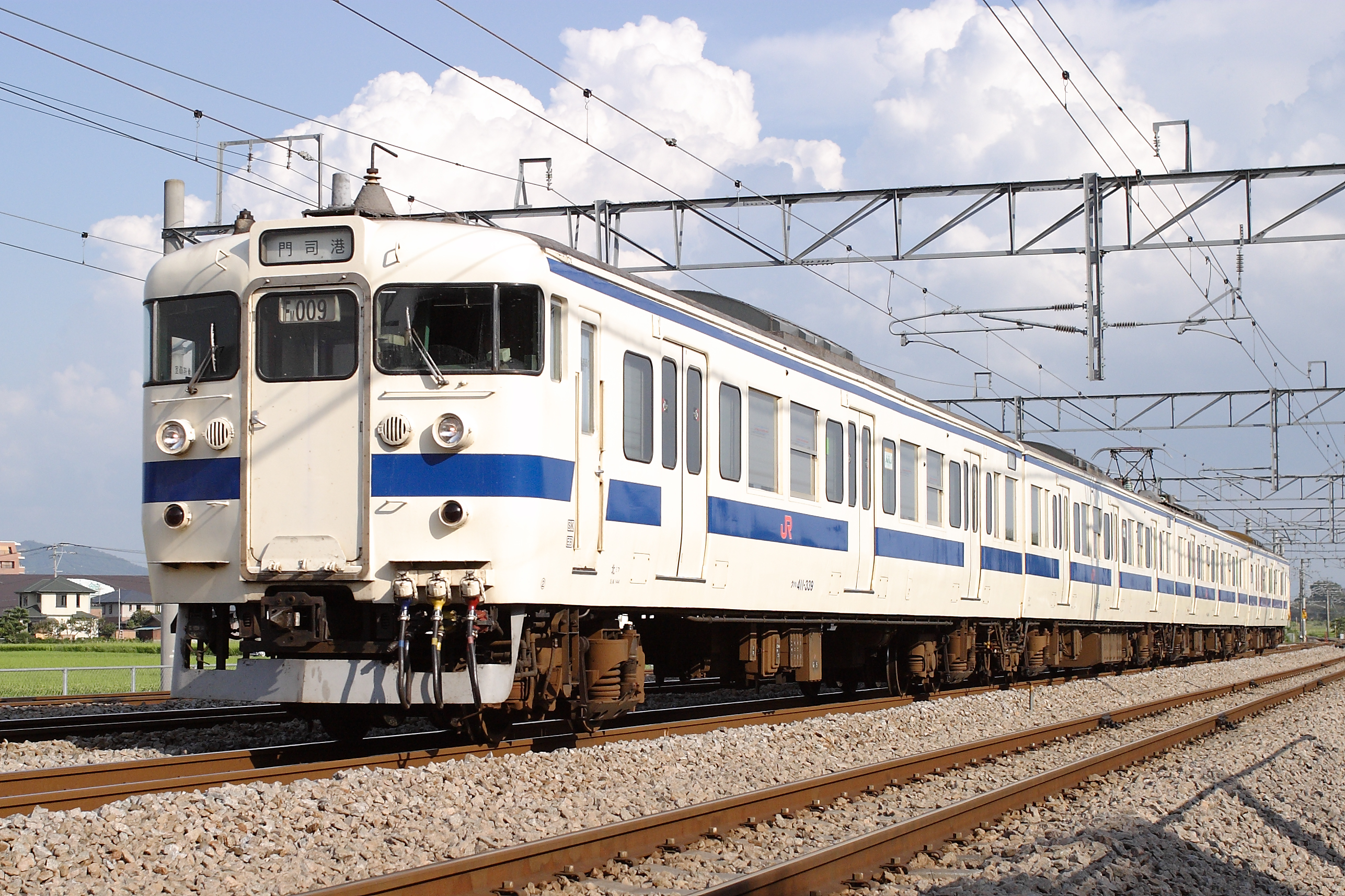
Serie 415
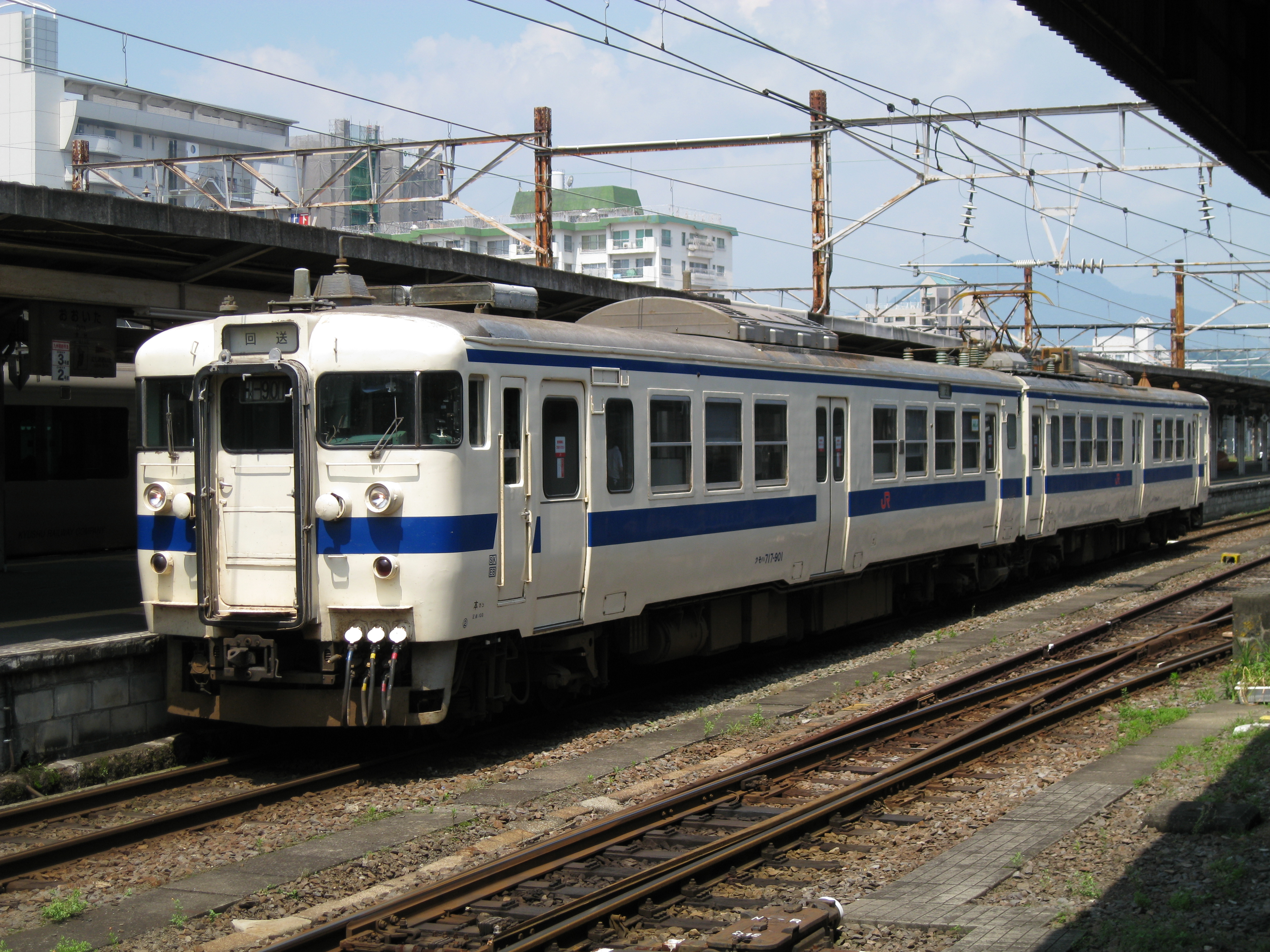
Serie 717
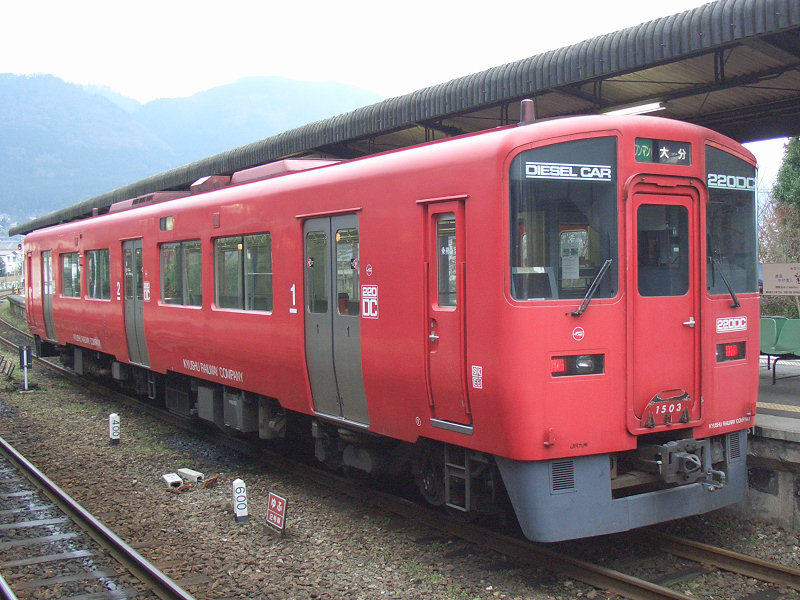
KiHa 220
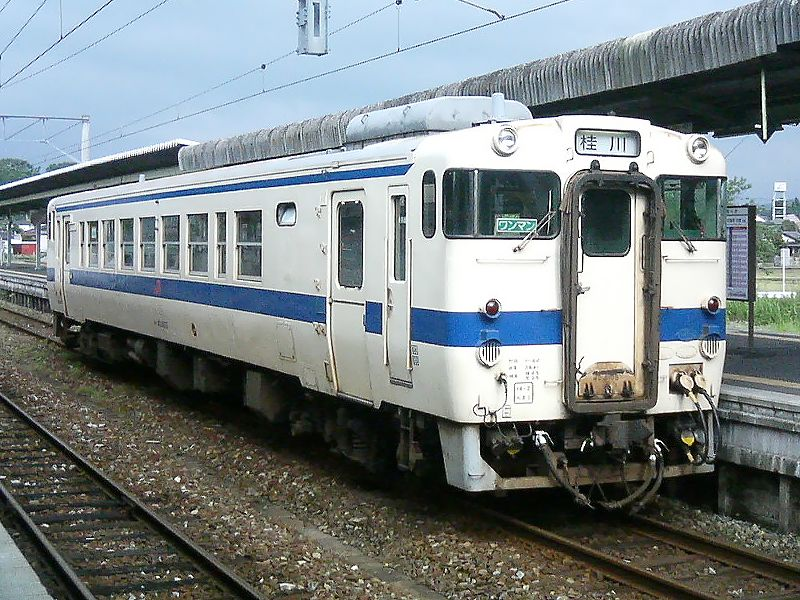
KiHa 47